# Bernshausen (Dermbach)
Bernshausen ist Dorf und Ortsteil von Dermbach im Wartburgkreis. Der von Landwirtschaft und Tourismus geprägte Ort liegt im UNESCO-Biosphärenreservat Rhön.

## Lage
Bernshausen liegt in einem Seitental der Felda, auf einer Höhe von 400 m ü. NN, etwa zehn Kilometer (Luftlinie) nördlich befindet sich die Kreisstadt Bad Salzungen. Im Zentrum der Ortslage befindet sich die Johanneskirche in Hanglage.

## Geschichte
Die älteste bekannte Erwähnung erfuhr der Ort 1247 in der Schreibweise Bernoteshagen. Ein weiterer, in der heutigen Gemarkung befindlicher Hof war als Bertholdis in der Cent Friedelshausen vertreten. Der Ritter Berthold von Berlnhusen soll aus dem Ort abstammen, er war Burgmann auf der Salzunger Schnepfenburg und 1340 Stifter des ersten Salzunger Spitals. Im gleichen Jahr wurde Bernshausen von den Herren von Wildprechtroda an den Grafen von Henneberg-Scheusingen verkauft.
Anfang des 15. Jahrhunderts war Bernshausen zeitweise eine Wüstung und zählte zum Eigentum des  Klosters Zella, das nach der Reformation zum Splitterbesitz des Klosters Fulda zählte. Die Äbtissin Agnes von Buttlar gewährte 1452 dem Grafen Heinrich von Henneberg auf Lebenszeit die Überlassung der Wüstung Bernshausen (unter anderen) als Dank für den militärischen Schutz des Klosters durch den Henneberger, somit wurde Bernshausen ab 1475 wieder dem Kloster Zella zurückgegeben. Der Ort erhielt 1615 die erste Kirche und 1743 auch eine Schule. Im 18. Jahrhundert hatte das Kloster Kreuzberg einen von neun genannten Höfen im Besitz.
1815 gehörte Bernshausen zum Herzogtum Sachsen-Meiningen. Bei Bernshausen und den Nachbarorten Roßdorf und Wiesenthal tobte 1866 die Schlacht am Nebelberg.
Bei der Gründung des Kreises Bad Salzungen am 1. Juli 1950 hatte Bernshausen 157 Einwohner. Am 1. Juni 1973 wurde Bernshausen nach Urnshausen eingemeindet, das wiederum um 1. Januar 2019 zur Gemeinde Dermbach kam.

## Sehenswürdigkeiten und Ausflugsziele
- Die evangelische Johanneskirche ist ein schlichter dreischiffiger Saalbau von 1615 mit Emporen und einem hölzernen Kreuzgewölbe über dem Mittelschiff.
- Bekannt ist Bernshausen durch seinen idyllischen Erdfallsee Bernshäuser Kutte, zu dem als Naturschutzgebiet gekennzeichneten Areal gehören auch drei angrenzende Teiche. Der Erdfallsee wird noch gerne von der einheimischen Bevölkerung zum Baden genutzt.
- Nördlich von Bernshausen befindet sich inmitten eines bewaldeten Seitentals der Schönsee, an seinem Ufer befinden sich ein Zeltplatz und ein großer Kinderspielplatz. Der See darf zum Baden genutzt werden.
- Im Ort befinden sich ein Freizeithotel, ein Landhotel mit Gaststätte und eine Westernranch. Das Dorfgemeinschaftshaus ist auch Stützpunkt der Freiwilligen Feuerwehr.
- Bernshausen ist Etappenort und Ausgangspunkt für Wanderungen in der Rhön. Der Premiumwanderweg Hochrhöner (verläuft von Bad Kissingen nach Bad Salzungen) tangiert die Ortslage, ebenso wie der örtliche Rundwanderweg Nr. 3 und der Rosatal-Radweg. Vom Ortsrand und vom Rastplatz an der Bernshäuser Kutte gelangt man rasch zur 620 m hohen Stoffelskuppe oder in einer Tagestour zum im Nordosten gelegenen, 645 m hohen Pleß, einem regionalen Aussichtsberg.

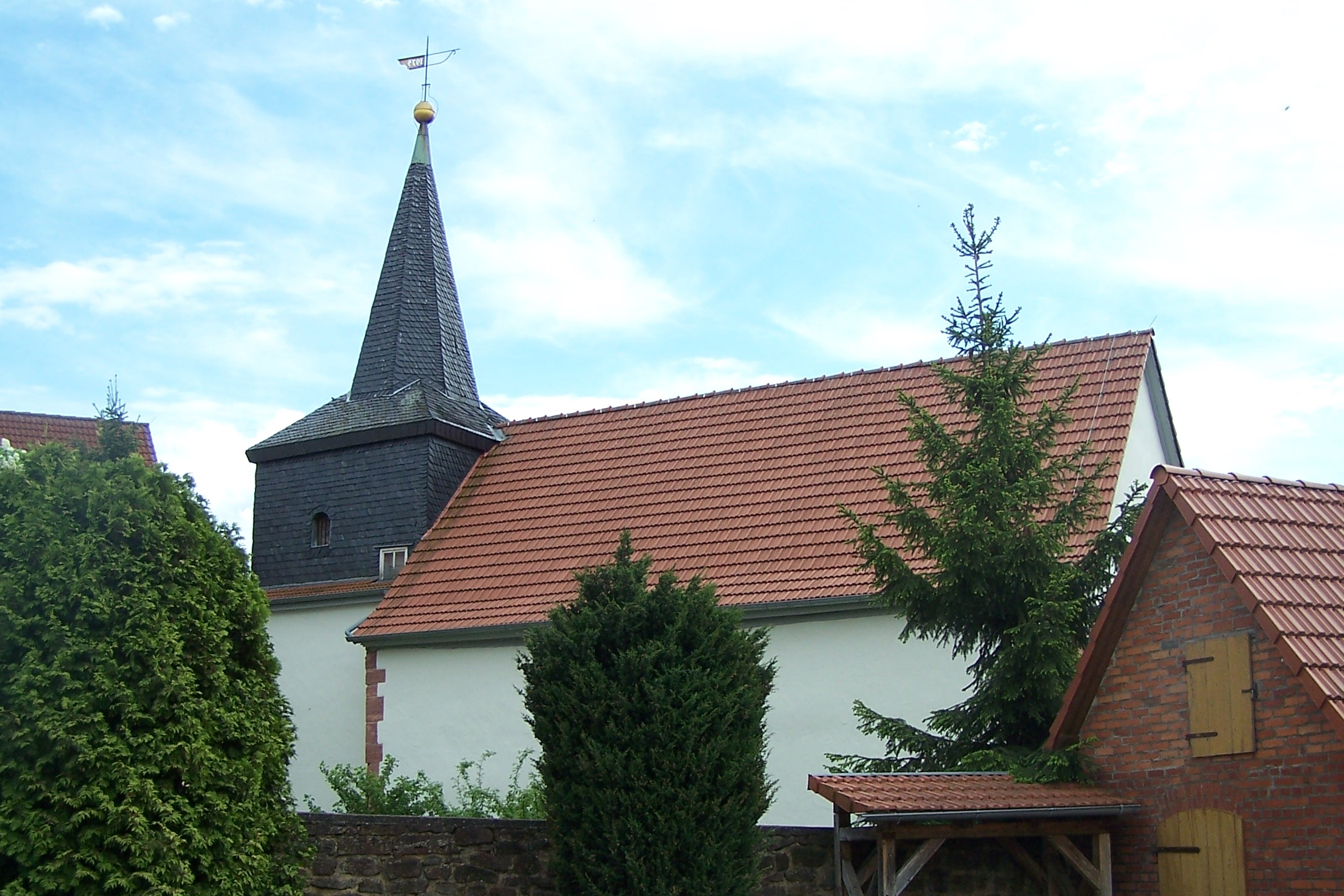
Johanneskirche
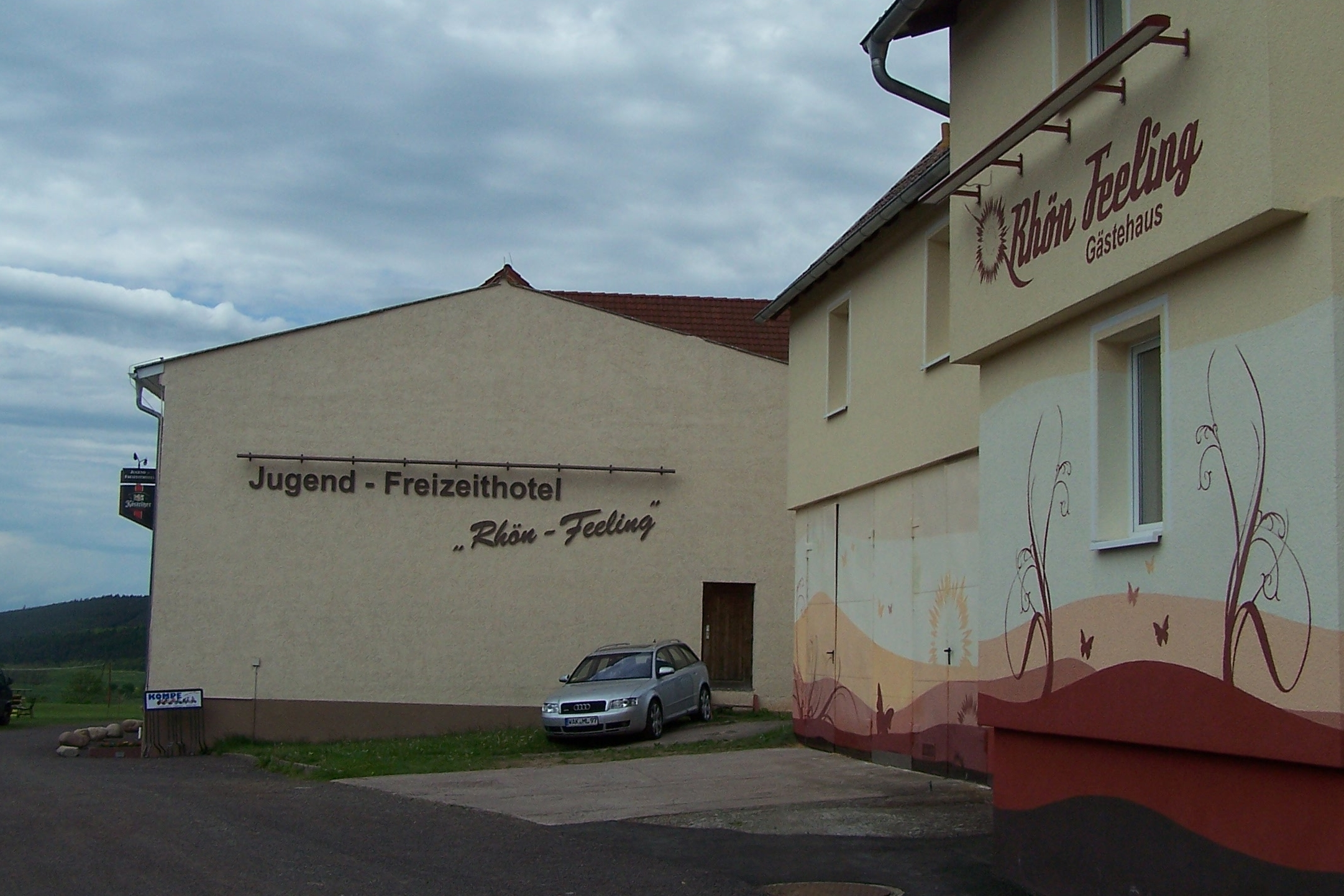
Jugend-Freizeithotel
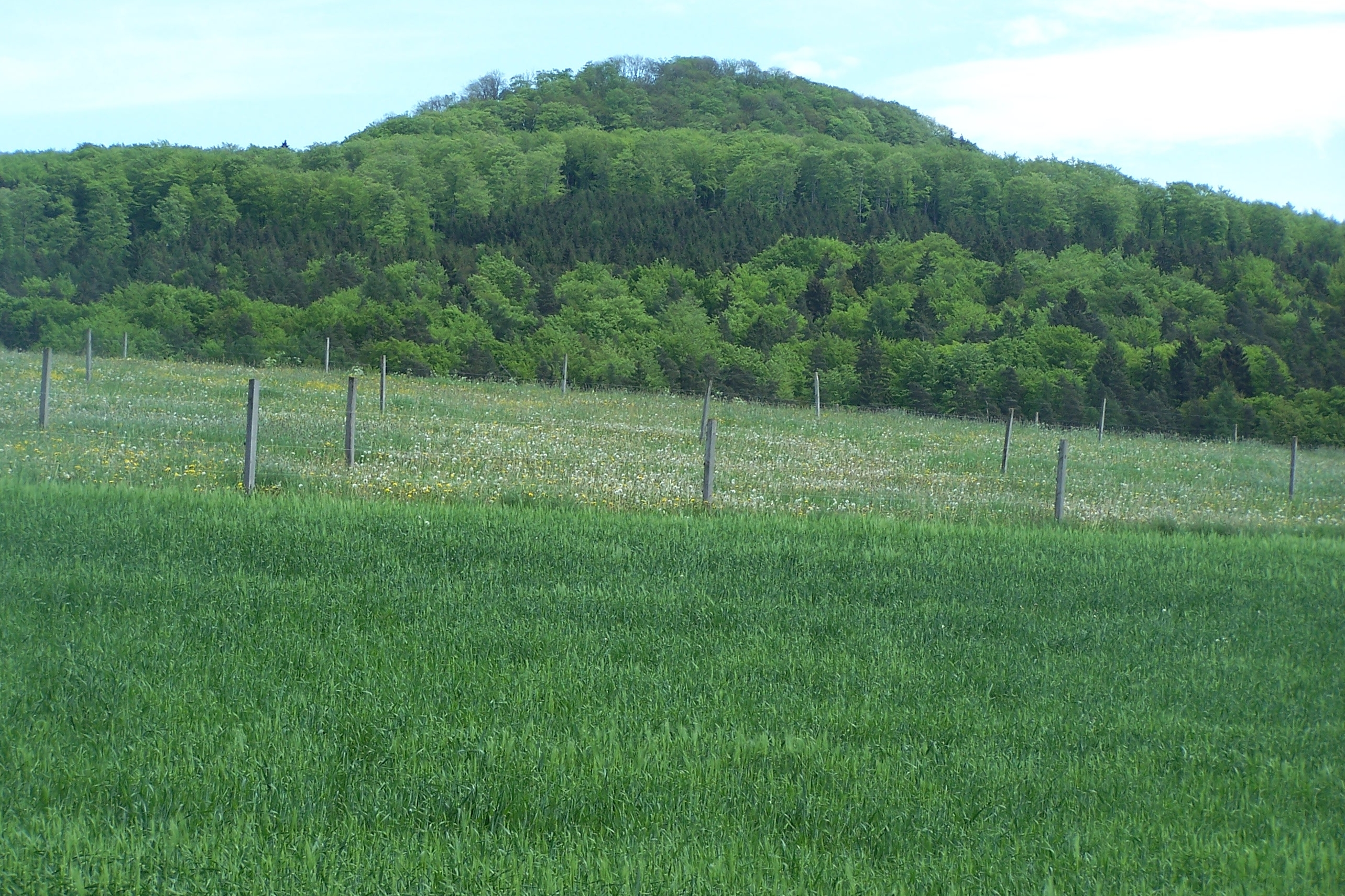
Blick zur Stoffelskuppe
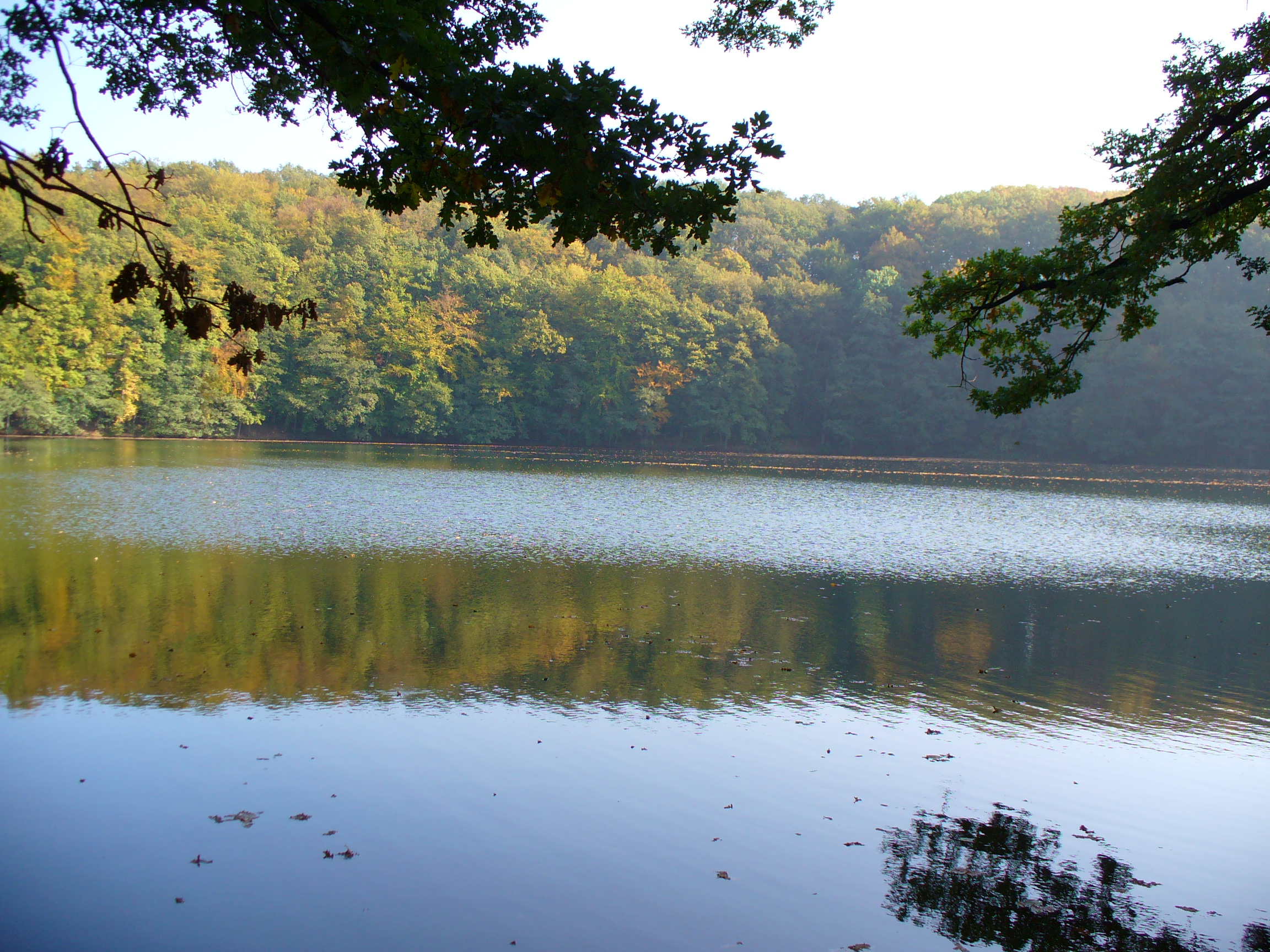
Bernshäuser Kutte